# Élie-Joseph Trigant de Beaumont
Élie-Joseph Trigant de Beaumont, né le 17 décembre 1759 à Guitres et mort le 9 août 1833 à Bonzac (Gironde), est un officier de marine et Maréchal de camp français désigné comme premier gouverneur du Sénégal de 1815 à 1816.

## Biographie
Il s'engage comme officier dans la Marine Royale française dès son plus jeune âge et participe à la Guerre d'indépendance américaine, où il se distingue à la bataille des Saintes en avril 1782 contre la flotte britannique de l'amiral Rodney. A ce titre, il est reçu membre de l'Ordre de Cincinnatus. Promu capitaine de vaisseau, il rentre à Paris où il sert en qualité de lieutenant-colonel des Gardes suisses. La Restauration le comble d'honneurs : elle le fait Commandeur de l'ordre de Saint-Louis, Officier de la Légion d'honneur (1829), maréchal de camp en 1814 et comte héréditaire en 1816.
Malgré sa nomination officielle en tant que gouverneur du Sénégal, il ne prit jamais ses fonctions et fut remplacé par Julien Schmaltz, rescapé du naufrage de La Méduse.
Il est l'oncle maternel du ministre-duc Élie Decazes.